# 米田香
米田香，日本漫畫家，同人作家时期筆名。

## 經歷
2007年在雜誌《CRAFT》連載《無法觸碰的愛》出道。
作品《鳴鳥不飛》於2015年獲得講談社FRaU漫畫大賞，2016年獲得SUGOI JAPAN Award漫畫部門第4名，2020年劇場版動畫上映。

## 作品列表

### 单行本
- 無法觸碰的愛（どうしても触れたくない） （2008年9月1日 大洋图书 / 2009年6月6日 尖端）
  - 2009年3月27日 Movic DramaCD化
  - 2014年真人电影化，2016年3月11日台湾上映
- 鳴鳥不飛（囀る鳥は羽ばたかない）　1〜7册（2013年1月30日～ 连载中 大洋图书 / 尖端）
  - 1〜6卷 2013年10月23日~、Frontier Works DramaCD化
  - 2020年剧场版动画上映
- NightS　（2013年2月9日 Libre出版 / 2019年3月6日 尖端）
  - 2013年7月24日 Libre出版 Cue Egg Label DramaCD化
- 即使如此，依然溫柔地相戀（それでも、やさしい恋をする）　（2014年4月1日 大洋图书 / 2015年7月31日 尖端）
  - 2014年10月31日 Movic DramaCD化
- OP夜明至的无色之日（Op -オプ- 夜明至の色のない日々） 1～2巻　（2018年1月23日～ 不定期连载中 讲谈社 / 2018年8月16日~ 尖端 / 2021年 天闻角川（出品） 北京工艺美术出版社（出版））

### 画集
- 20072017（2017年11月30日 大洋图书 / 2018年8月16日 尖端）

## 外部連結
- FC2 BLOG （页面存档备份，存于）
- note BLOG
- 米田香的X（前Twitter）